# Simran Singh Shergill
Simran Singh Shergill (Nuova Delhi, 16 maggio 1983) è un giocatore di polo indiano.
È associato con il Jindal Panther Polo Team dal 2003, di cui è anche manager. Simran Singh Shergill ha un handicap di +5.

## Biografia
Simran ha iniziato a giocare a polo nel 1997. In quell'anno ha viaggiato in Colombia e Argentina insieme ad altri giovani giocatori. È stato riconosciuto come miglior giocatore della primavera.
Nel 2003 Simran fu selezionato per la prima volta nella squadra nazionale per le qualificazioni ai mondiali di polo in Pakistan. Ha giocato a polo in tutti i continenti durante la sua carriera. In India ha giocato per tutte le maggiori squadre. Ha vinto il Torneo Indian Opens & Indian Masters più volte. 
All'inizio della sua carriera Simran giocava nella posizione di attaccante – posizione 1 in polo – e successivamente in posizione 3. In questa posizione è responsabile della tattica della squadra.
Dal 2009 per tre anni Simran ha giocato tornei di alto livello in Malaysia per Ranhill Polo.
Simran è sposato e ha un figlio.

## Imprese sportive nazionali e internazionali
Simran ha rappresentato l'India nella qualificazione ai mondiali di polo per quattro volte – in Pakistan nel 2003; Nuova Zelanda nel 2007; Malesia nel 2011 e China nel 2015.
Nel 2011 l'India ha vinto il girone di qualificazione in Malesia e Simran ha rappresentato il suo Paese ai Mondiali di Polo in Argentina nel 2012.
Oltre ad aver giocato con la nazionale ai mondiali, Simran ha partecipato in vari tours con la nazionale di polo in Argentina, Australia, Colombia, Indonesia, Inghilterra, Malesia, Nuova Zelanda, Pakistan e Sudafrica.
Simran ha giocato per la nazionale in India contro Italia, Malesia, Australia e Argentina. 

## Riconoscimenti personali
Nel 2009 ha ricevuto il riconoscimento di miglior giocatore della stagione di Polo in Malesia e nel 2011 in India.
Negli anni 2013, 2014 e 2015 ha vinto il premio come miglior giocatore del torneo Indian Master Polo.
Nel 2015 Simran è stato nominato per l'Arjuna Award per eccellenza nello sport del polo.
Nel 2016 è stato nominato miglior giocatore di Polo a Jaipur (India) totalizzando più di 50 marcature

## Curiosità
Simran gioca in posizione 3 ma preferisce indossare la maglia numero 2.